# Wrightsville (Pennsylvanie)
Pour les articles homonymes, voir Wrightsville.
Wrightsville est un borough situé à l'est de la partie centrale du comté de York, en Pennsylvanie, aux États-Unis,. En 2010, il comptait une population de 2 310 habitants, estimée au 1er juillet 2020 à 2 350 habitants. Le borough est fondé en 1811 et incorporé le 11 avril 1834.

## Démographie
Lors du recensement de 2010, le borough comptait une population de 2 310 habitants. Elle est estimée, en 2020, à 2 350 habitants.